# Choắt bụng trắng
Choắt bụng trắng (danh pháp hai phần: Tringa ochropus) là một loài chim thuộc họ Dẽ. Loài chim này sinh sản ở châu Âu và châu Á cận Bắc Cực và là loài chim di cư, trú đông ở Nam Âu, tiểu lục địa Ấn Độ, Đông Nam Á và châu Phi nhiệt đới. Chúng ăn các động vật không xương sống bắt ở bùn. Chúng làm tổ trên cây, không giống như các loài khác thuộc họ Dẻ.

## Hình ảnh

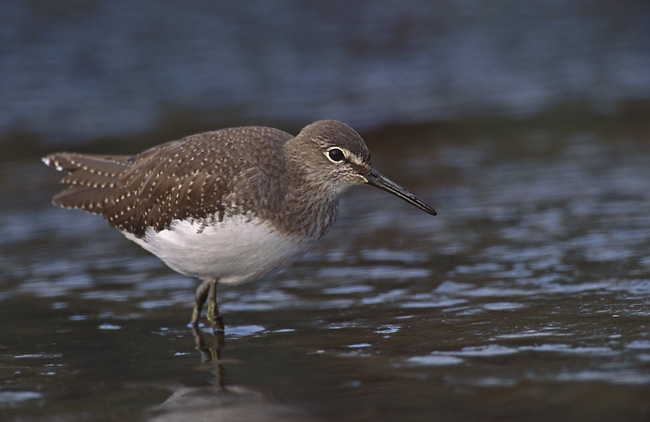
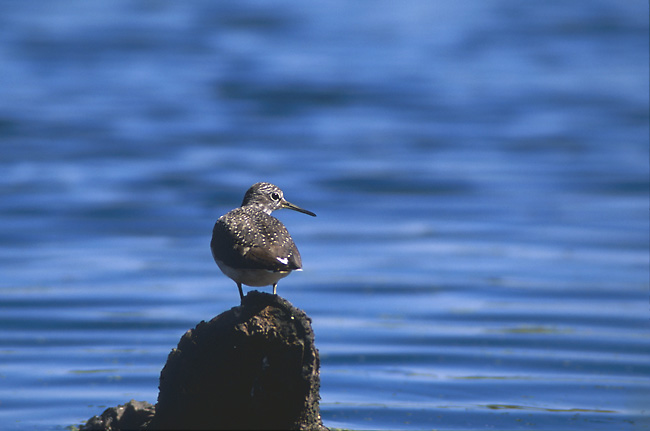
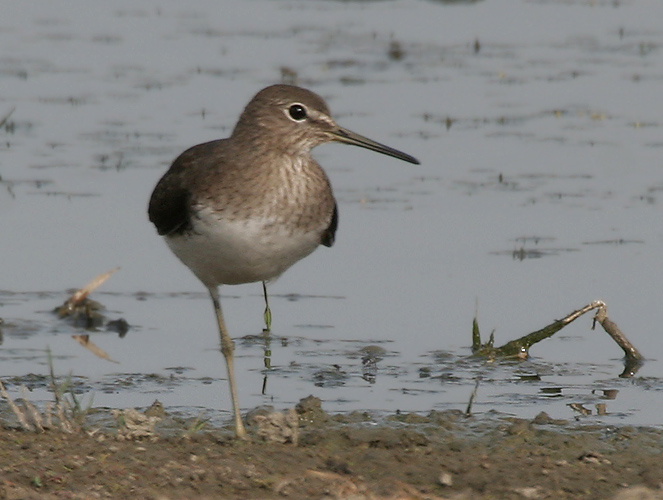
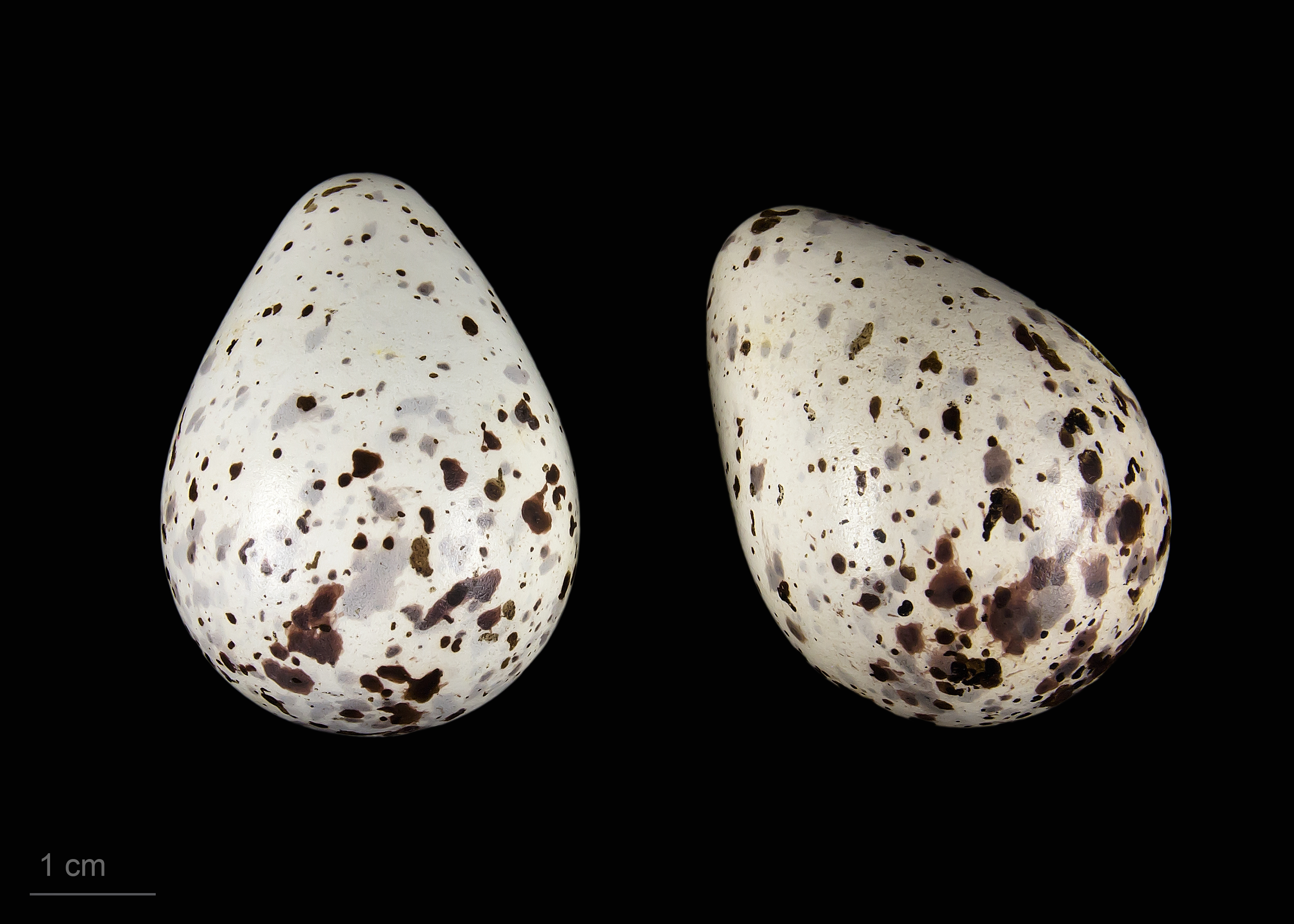